# Psylla compta
Psylla compta är en insektsart som beskrevs av Crawford 1919. Psylla compta ingår i släktet Psylla och familjen rundbladloppor. Inga underarter finns listade i Catalogue of Life.